# Kudi, Jevargi
Kudi là một làng thuộc tehsil Jevargi, huyện Gulbarga, bang Karnataka, Ấn Độ.